# Shirakawa (Fukushima)
Shirakawa (白河市 Shirakawa-shi?) es una ciudad localizada en la prefectura de Fukushima, Japón. En junio de 2019 tenía una población de 59 811 habitantes y una densidad de población de 196 personas/km². Su área total es de 305,32 km².

## Historia
Shirakawa era conocida antiguamente como la entrada a la antigua provincia japonesa de Mutsu. Hasta el periodo Edo prosperó bajo el control del clan Shirakawa como ciudad fortificada. Durante el periodo Heian, el monje y poeta waka Nōin compuso el siguiente poema breve sobre la región:

都をば霞とともに立ちしかど秋風ぞ吹く白河の関
Miyako wo ba kasumi to tomo ni tachishikado akikaze zo fuku Shirakawa no seki.

(en español: Salí de la capital con la niebla de primavera, pero en la barrera de Shirakawa sopla el viento de otoño.

Durante el Período Meiji en 1889, el área fue clasificada como ciudad de Shirakawa. El 1 de abril de 1949, Shirakawa fue constituida en ciudad tras ser unida con la población vecina de Ōnuma. 
Posteriores ampliaciones en 1954 y 1955 incluyeron las poblaciones de Shirasaka, Odagawa, Goka, y una parte de Omotegō en el territorio de Shirakawa. El 7 de noviembre de 2005, las poblaciones vecinas de Taishin, Higashi, y el resto de Omotegō fueron incorporadas a Shirakawa.

## Geografía

### Municipios circundantes
- Prefectura de Fukushima
  - Yabuki
  - Nishigō
  - Izumizaki
  - Nakajima
  - Tanagura
  - Ishikawa
  - Asakawa
  - Ten'ei
- Prefectura de Tochigi
  - Nasu

### Clima
| Parámetros climáticos promedio de Shirakawa, Japón | Parámetros climáticos promedio de Shirakawa, Japón | Parámetros climáticos promedio de Shirakawa, Japón | Parámetros climáticos promedio de Shirakawa, Japón | Parámetros climáticos promedio de Shirakawa, Japón | Parámetros climáticos promedio de Shirakawa, Japón | Parámetros climáticos promedio de Shirakawa, Japón | Parámetros climáticos promedio de Shirakawa, Japón | Parámetros climáticos promedio de Shirakawa, Japón | Parámetros climáticos promedio de Shirakawa, Japón | Parámetros climáticos promedio de Shirakawa, Japón | Parámetros climáticos promedio de Shirakawa, Japón | Parámetros climáticos promedio de Shirakawa, Japón | Parámetros climáticos promedio de Shirakawa, Japón |
| Mes                                                | Ene.                                               | Feb.                                               | Mar.                                               | Abr.                                               | May.                                               | Jun.                                               | Jul.                                               | Ago.                                               | Sep.                                               | Oct.                                               | Nov.                                               | Dic.                                               | Anual                                              |
| -------------------------------------------------- | -------------------------------------------------- | -------------------------------------------------- | -------------------------------------------------- | -------------------------------------------------- | -------------------------------------------------- | -------------------------------------------------- | -------------------------------------------------- | -------------------------------------------------- | -------------------------------------------------- | -------------------------------------------------- | -------------------------------------------------- | -------------------------------------------------- | -------------------------------------------------- |
| Temp. máx. abs. (°C)                               | 17.1                                               | 19.9                                               | 23.5                                               | 28.9                                               | 32.9                                               | 34.1                                               | 36.0                                               | 36.9                                               | 33.5                                               | 28.7                                               | 22.7                                               | 20.7                                               | 36.9                                               |
| Temp. máx. media (°C)                              | 5.0                                                | 6.0                                                | 9.8                                                | 15.9                                               | 21.1                                               | 24.0                                               | 27.4                                               | 28.7                                               | 24.5                                               | 18.9                                               | 13.3                                               | 7.8                                                | 16.9                                               |
| Temp. media (°C)                                   | 0.6                                                | 1.2                                                | 4.5                                                | 10.2                                               | 15.5                                               | 19.1                                               | 22.8                                               | 23.7                                               | 19.8                                               | 14.0                                               | 8.1                                                | 3.1                                                | 11.9                                               |
| Temp. mín. media (°C)                              | −3.3                                               | −3.0                                               | −0.3                                               | 4.7                                                | 10.3                                               | 15.0                                               | 19.3                                               | 20.2                                               | 16.2                                               | 9.9                                                | 3.4                                                | −1.0                                               | 7.6                                                |
| Temp. mín. abs. (°C)                               | -13.4                                              | -13.6                                              | -12.3                                              | -6.0                                               | -2.3                                               | 5.1                                                | 7.2                                                | 11.1                                               | 3.9                                                | -2.6                                               | -6.8                                               | -12.4                                              | -13.6                                              |
| Precipitación total (mm)                           | 44.1                                               | 34.8                                               | 78.9                                               | 101.7                                              | 122.6                                              | 149.8                                              | 233.2                                              | 206.0                                              | 211.4                                              | 166.3                                              | 66.3                                               | 41.7                                               | 1456.7                                             |
| Nevadas (cm)                                       | 36                                                 | 25                                                 | 14                                                 | 2                                                  | 0                                                  | 0                                                  | 0                                                  | 0                                                  | 0                                                  | 0                                                  | 1                                                  | 12                                                 | 90                                                 |
| Días de lluvias (≥ 1 mm)                           | 5.3                                                | 4.9                                                | 8.5                                                | 8.8                                                | 10.6                                               | 13.0                                               | 15.5                                               | 12.9                                               | 12.4                                               | 9.4                                                | 6.3                                                | 5.6                                                | 113.2                                              |
| Días de nevadas (≥ 1 mm)                           | 8.2                                                | 6.0                                                | 3.6                                                | 0.5                                                | 0.0                                                | 0.0                                                | 0.0                                                | 0.0                                                | 0.0                                                | 0.0                                                | 0.2                                                | 3.2                                                | 21.7                                               |
| Horas de sol                                       | 151.4                                              | 156.1                                              | 179.9                                              | 182.8                                              | 182.0                                              | 130.5                                              | 120.9                                              | 142.1                                              | 119.3                                              | 134.0                                              | 145.7                                              | 146.8                                              | 1790.7                                             |
| Humedad relativa (%)                               | 67                                                 | 64                                                 | 63                                                 | 64                                                 | 69                                                 | 78                                                 | 83                                                 | 82                                                 | 82                                                 | 78                                                 | 74                                                 | 70                                                 | 73                                                 |
| Fuente:                                            |                                                    |                                                    |                                                    |                                                    |                                                    |                                                    |                                                    |                                                    |                                                    |                                                    |                                                    |                                                    |                                                    |

## Demografía
Según datos del censo japonés, la población de Shirakawa ha disminuido en los últimos años.
| Año del censo | Población |
| ------------- | --------- |
| 1995          | 65 155    |
| 2000          | 66 048    |
| 2005          | 65 707    |
| 2010          | 64 704    |
| 2015          | 61 913    |

## Equipamientos urbanos
Shirakawa tiene cuatro escuelas superiores, ocho escuelas de grado medio y quince escuelas primarias.
También hay diecinueve oficinas de correos (incluyendo las de pequeño tamaño) dentro de los límites de la ciudad.

## Transportes

### Ferrocarril
La ciudad cuenta con tres estaciones: Shirasaka, Shirakawa, y Kutano de la línea principal de Tōhoku. la Estación Shin-Shirakawa, situada en la localidad vecina de Nishigō, forma además parte de la línea Tōhoku Shinkansen y proporciona acceso rápido a Tokio.

### Carretera
Shirakawa está comunicada a través de la Autopista Tohoku y de las Carreteras Nacionales 289 y 294.

## Famosa por...
Los locales señalan la variedad local de ramen como la principal fuente de fama de la ciudad. Las atracciones principales de la ciudad, aparte de los restaurantes, incluyen el Castillo Komine (小峰城 Kominejō, literalmente "Pequeño Castillo Picudo"?) y el Parque Nankō ("Lago del Sur").  
Entre los festivales celebrados en Shirakawa destacan el "Daruma Ichi", un festival que celebra la tradicional muñeca "Daruma", y durante el cual las calles de la ciudad están llenas de tenderetes que venden Darumas, comidas típicas del festival y amuletos, y el "Chōchin Matsuri" (Festival de la Linterna), que se celebra cada verano, con una celebración especial de tres días una vez cada tres años.

## Ciudades hermanadas
- Compiègne, Oise, Francia, desde 1988.
- Anoka, Minnesota, Estados Unidos, desde 2002.